# لي غانثر
لي غانثر (بالإنجليزية: Lee Gunther)‏ هو مخرج منفذ ومونتير أمريكي، ولد في 30 مايو 1935 في مقاطعة لوس أنجلوس في الولايات المتحدة، وتوفي في 25 أغسطس 1998 في وودلاند هيلز، كاليفورنيا في الولايات المتحدة بسبب سكتة.

## وصلات خارجية
- لي غانثر على موقع IMDb (الإنجليزية)
- لي غانثر على موقع قاعدة بيانات الفيلم (الإنجليزية)